# Polistes carnifex
Polistes carnifex är en getingart som först beskrevs av Fabricius 1775.  Polistes carnifex ingår i släktet pappersgetingar, och familjen getingar.

## Underarter
Arten delas in i följande underarter:
- P. c. boliviensis
- P. c. rufipennis